# 实验动物
实验动物（laboratory animals，LA）指经人工饲育，来源、遗传背景、所携带微生物、寄生虫情况明确清楚的，用于科学研究、教学、生产、检定及其他科学实验的动物。在一些语境下，实验动物的概念可泛指实验用动物，即除上述传统实验动物外，还包括农业动物、野生动物、社会家畜。
一般认为，在研究中使用实验动物是社会赋予研究界的一项特权，人们期望这种使用能够提供重要的新知识或改善人类和动物的福祉。进行实验需要申请、接受福利伦理审查，伦理审查由所在地实验动物管理和使用委员会（IACUC）进行。